# 地盤調査
地盤調査（じばんちょうさ）とは、構造物などを立てる際に必要な地盤の性質の把握などを目的として、地盤を調査することである。この調査により、地盤強度などが判明し、設計を行い構造物が施工できるようになる。

## 地盤調査手法
- 物理探査
  - 地盤の電気検層方法
  - 地盤の弾性波速度検層方法
  - 地盤の表面波探査試験方法
- サンプリング 　 　 
  - 固定ピストン式シンウォールサンプラーによる土試料の採取方法
  - ロータリー式二重管サンプラーによる土試料の採取方法
  - ロータリー式三重管サンプラーによる土試料の採取方法
  - ロータリー式スリーブ内蔵二重管サンプラーによる試料の採取方法
  - ブロックサンプリングによる土試料の採取方法
- 地下水調査
  - ボーリング孔を利用した砂質・礫質地盤の地下水位測定方法
  - 観測井による砂質･礫質地盤の地下水位測定方法
  - ボーリング孔内に設置した電気式間隙水圧計による間隙水圧の測定方法
  - 単孔を利用した透水試験方法
  - 揚水試験方法
  - 締め固めた地盤の透水試験方法
  - トレーサーによる地下水流動層検層方法 　 　
  - 孔内水位回復法による岩盤の透水試験方法
  - 注水による岩盤の透水試験方法
  - ルジオン試験方法
- サウンディング

- - 標準貫入試験方法
  - オランダ式二重管コーン貫入試験方法
  - スウェーデン式サウンディング試験方法
  - 原位置ベーンせん断試験方法
  - 孔内水平載荷試験方法
  - ポータブルコーン貫入試験方法
  - 簡易動的コーン貫入試験方法
  - 電気式静的コーン貫入試験方法
- 載荷試験
  - 道路の平板載荷試験方法
  - 現場CBR試験方法
  - 地盤の平板載荷試験方法
- 現場密度試験
  - 突き砂による土の密度試験方法
  - 水置換による土の密度試験方法
  - 砂置換法による土の密度試験方法
  - コアカッターによる土の密度試験方法
  - RI計器による土の密度試験方法
- 現地計測  　 
  - 変位杭を用いた地表面変位測定方法
  - 沈下板を用いた地表面沈下量測定方法

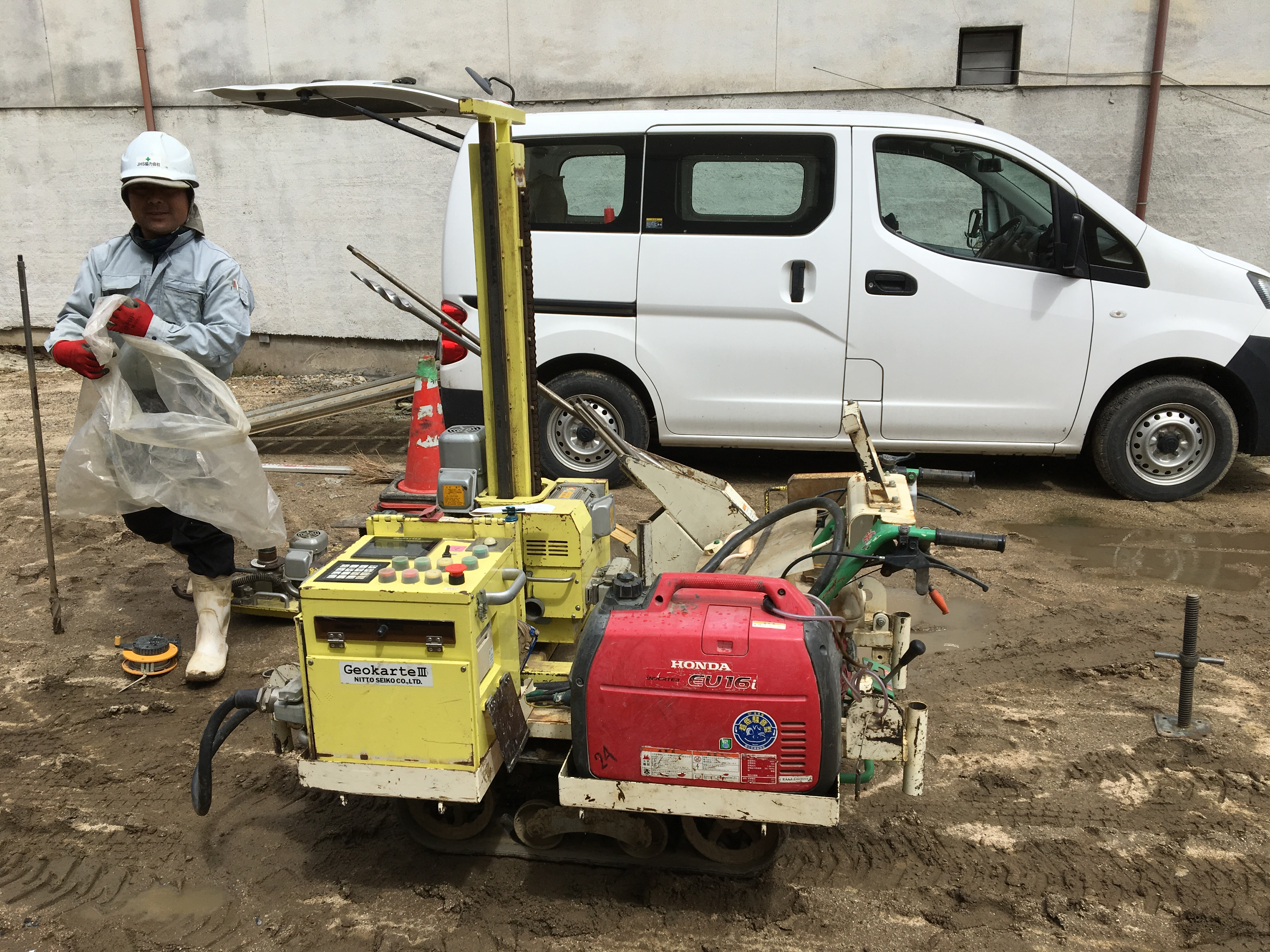
スウェーデン式サウンディング試験装置。日東精工株式会社製

  - クロスアーム式沈下計を用いた盛土内鉛直変位測定方法
  - 水管式地盤傾斜計を用いた地表面の傾斜変動量測定方法
  - 伸縮計を用いた地表面移動量測定方法
  - 地中ひずみ計を用いた地すべり面測定方法
- 環境化学分析のためのサンプリング
  - ロータリー式スリーブ内蔵二重管サンプラーによる環境化学分析のための試料の採取方法 　 　
  - 打撃貫入法による環境化学分析のための試料の採取方法 　 　
  - 環境化学分析のための表層土試料の採取方法 　 　
  - 観測井からの環境化学分析のための地下水試料の採取方法